# Clostridium butyricum
Clostridium butyricum è una specie di batterio appartenente alla famiglia Clostridiaceae.